# Televisión en color

Barras de Color SMPTE, utilizadas en las cartas de ajuste.

La televisión en color es una tecnología de transmisión de imágenes que incluye información del color del cuadro, por lo que la imagen de vídeo puede ser mostrada en color en los aparatos televisivos. Es una mejora en la tecnología televisiva más temprana, monócroma o televisión en blanco y negro, en donde la imagen era mostrada en escala de grises (greyscale).
Las estaciones y redes de transmisión televisiva de gran parte del mundo se actualizaron del blanco y negro a la transmisión en color entre los años 1960 y 1980. La invención de los estándares de televisión en color son una parte importante de la historia de la televisión.

## Funcionamiento
En su forma más básica, una emisión en color puede ser creada mediante la difusión de tres imágenes en blanco y negro, una en cada uno de los tres colores primarios en la luz: rojo, verde y azul (RGB). Cuando aparecen juntas o en sucesión rápida, estas imágenes se combinan para producir una imagen a todo color como es vista por el televidente. Uno de los grandes retos técnicos de la introducción del color en la transmisión de televisión fue el deseo de conservar el ancho de banda, potencialmente tres veces mayor que la existente en las normas en blanco y negro, y no utilizar una cantidad excesiva de espectro radioeléctrico.
En los Estados Unidos, después de un considerable trabajo de investigación, el Comité Nacional de Sistema de Televisión (NTSC) aprobó un sistema electrónico desarrollado por la Radio Corporation of America (RCA), que codifica la información del color por separado de la información de brillo, y reduce en gran medida la resolución del color con el fin de ahorrar ancho de banda. El brillo de la imagen seguía siendo compatible con los aparatos televisivos existentes en blanco y negro al reducir ligeramente la resolución, mientras que los televisores en color podrían decodificar la información adicional en la señal y producir una resolución limitada de color de la pantalla. La resolución más alta en blanco y negro y la más baja de las imágenes en color se combinan en el ojo para producir una imagen en color de aparente alta resolución. El estándar NTSC representó un gran logro técnico.

## Historia
Las primeras transmisiones de imágenes fueron desarrolladas en la década de 1880. El 26 de enero de 1926 John Logie Baird hizo la primera demostración mundial de verdadera televisión ante 50 científicos en una habitación del ático en el centro de Londres. En 1927, su televisión se demostró en más de 438 millas de línea telefónica entre Londres y Glasgow y formó la Baird Televisión Development Company (BTDC). En 1928, el BTDC logró la primera transmisión de televisión transatlántica entre Londres y Nueva York y la primera transmisión a un barco en el Atlántico medio. También dio la primera demostración de color y televisión estereoscópica. En 1929, la oficina de correos alemana le dio las facilidades para desarrollar un servicio de televisión experimental basado en su sistema mecánico, el único operable en ese momento. El sonido y la visión se enviaron inicialmente alternativamente, y solo comenzaron a transmitirse simultáneamente desde 1930.[cita requerida]
Sin embargo, el sistema mecánico de Baird se estaba volviendo obsoleto rápidamente a medida que se desarrollaban sistemas electrónicos, principalmente por Marconi-EMI en Gran Bretaña y Norteamérica. A pesar de que había invertido en el sistema mecánico para lograr resultados tempranos, Baird también había estado explorando sistemas electrónicos desde una etapa temprana. Sin embargo, un comité de investigación de la BBC en 1935 provocó una prueba paralela entre el sistema de televisión completamente electrónico de Marconi-EMI, que trabajó en 405 líneas para Baird's 240. Marconi-EMI ganó, y en 1937 el sistema de Baird fue descartado.[cita requerida]
En 1940 el mexicano Guillermo González Camarena creó un sistema para transmitir televisión en color, el sistema tricromático secuencial de campos (conocido como STSC) cuya patente en Estados Unidos le fuera concedida el 15 de septiembre de 1942. También en 1940, el inventor húngaro, nacionalizado estadounidense Peter Goldmark, quien trabajaba para la Columbia Broadcasting System, solicitó una patente el día 7 de septiembre de 1940 para su propio sistema de televisión en color, de principios similares al anterior, la cual fue concedida el 30 de agosto de 1949. La Comisión Federal de Comunicaciones adoptó este sistema el día 11 de octubre de 1950 como el estándar de televisión en color en Estados Unidos, pero más tarde fue descartado.
El 16 de agosto de 1944, Baird hizo la primera demostración de una pantalla en color totalmente electrónica de 600 líneas y triple exploración entrelazada.